# Tíjvinka
El Tíjvinka (en ruso: Тихвинка) es un río en los distritos de Boksitogorsky y Tijvinsky del óblast de Leningrado, Rusia, un afluente derecho y el más grande del río Sias. La ciudad de Tijvin se encuentra en sus orillas. Tiene 144 km de largo, y el área de su cuenca es de 2140 km². Los principales afluentes del Tíjvinka son el Ryadan (izquierda) y el Shomushka (derecha).
El Tíjvinka nace en el lago Yeglino, en el distrito de Boksitogorsky, a varios kilómetros al noroeste del asentamiento de tipo urbano de Yefimovsky. El río fluye hacia el noroeste, a través del lago Ozerskoye, gira hacia el oeste y finalmente hacia el suroeste. Aguas arriba del pueblo de Astrachi, el Tíjvinka acepta el Ryadan por la izquierda y gira hacia el oeste. Aguas abajo de Astrachi, el Tíjvinka entra en el distrito de Tijvinsky y fluye a través de la ciudad de Tijvin. La desembocadura del Tíjvinka se encuentra entre los pueblos de Ovino y Jalezevo.
La cuenca del Tíjvinka incluye la parte occidental del distrito de Boksitogorsky y las zonas del sureste del distrito de Tijvinsky. Las ciudades de Tijvin, Boksitogorsk y Pikalyovo se encuentran en la cuenca del Tíjvinka.
Todo el curso del Tíjvinka forma parte del sistema hídrico Tijvinskaya, una de las vías fluviales construidas a principios del siglo XIX para conectar las cuencas del Volga y el Neva. La vía fluvial discurre desde el Syas aguas arriba del Tíjvinka. El lago Yelgino está conectado por el canal Tijvin, de 6 kilómetros, con el curso superior del Volchina. A continuación, el canal sigue aguas abajo el Gorun, el Chagodoshcha y el Mologa. Actualmente, no se utiliza para ninguna navegación comercial. La mayoría de las esclusas construidas en el Tíjvinka están deterioradas y no se utilizan.